# Nieuw-Caledonische dwergnachtzwaluw
De Nieuw-Caledonische dwergnachtzwaluw (Aegotheles savesi) is een vogel uit de familie dwergnachtzwaluwen (Aegothelidae). Het is een ernstig bedreigde, endemische vogelsoort in Nieuw-Caledonië, een archipel in de Stille Oceaan, ten oosten van Australië, ten zuiden van Vanuatu, ten westen van Fiji en ten noorden van Nieuw-Zeeland.

## Kenmerken
De vogel is 27 cm lang. Het is een kleine vogel die lijkt op een nachtzwaluw die overwegend grijsbruin en zwart gespikkeld is met opvallend korte, ronde vleugels, een lange iets afgeronde staart en relatief lange, stevige poten. De vogel kan hoogstens verward worden met de baardnachtzwaluw (Eurostopodus mystacalis), maar die is bleker en heeft meer het postuur van een gewone nachtzwaluw.

## Verspreiding en leefgebied
Deze soort is waarschijnlijk endemisch op het hoofdeiland van het gebiedsdeel Nieuw-Caledonië. Er zijn een handvol museumexemplaren, waaronder een exemplaar, gedateerd 1915, dat pas in 2000 werd ontdekt in een Italiaans museum. Verder een mogelijke vangst op het eiland Maré en een veldwaarneming uit 1998. Er is daardoor weinig bekend over het feitelijke leefgebied van de vogel.

## Status
De Nieuw-Caledonische dwergnachtzwaluw heeft een beperkt verspreidingsgebied en daardoor is de kans op uitsterven zeer groot. De grootte van de populatie werd in 2013 door BirdLife International geschat in de laagste categorie (minder dan 50 individuen). Men vreest voor het voortbestaan van deze soort omdat deze kwetsbaar is voor invasieve predatoren en omdat mogelijk leefgebied wordt aangetast door ontbossing en mijnbouwactiviteiten.Om deze redenen staat deze soort als ernstig bedreigd op de Rode Lijst van de IUCN.